# محرز بن حارثة
مُحْرِز بن حارثة هو صحابي ولّاه عمر بن الخطاب مكّة في أول ولايته، ثم عزله، وقُتل في موقعة الجمل. ولم تذكر الأخبار مدة ولايته.

## سيرته
هو مُحْرِز بن حارثة بن ربيعة بن عبد العزّى بن عبد شمس بن عبد مناف، ولد في مكة، وعاش بها، استخلفه عتاب بن أسيد على مكة في سفرة سافرها، وولّاه عمر بن الخطاب مكّة في أول ولايته، ثم عزله، وولى قنفذ بن عمير التيميّ. وقُتل في موقعة الجمل. كان ولد محرز بن حارثة: عبد الله، وعبد الرحمن، وحرازاً، وأم السائب، أمهم هند بنت ربيعة بن عبد شمس، وبقيتهم بالكوفة يقال لهم بنو محرز وسكتهم سكة محرز. ومِن أحفاده العلاء بن عبد الرحمن بن مُحْرز كان على ربع من الكوفة أيام عبد الله بن الزبير.